# Smartur
Et smartur (også kaldt smartwatch) er et armbåndsur med avancerede funktioner som fx kamera, telefon og trykfølsom skærm. Ordet "smartur" blev føjet til den danske retskrivningsordbog i år 2012. 
Smartursteknologien er i hastig udvikling og er en del af wearable-trenden, der i 2013 havde en samlet markedsværdi på 3-5 milliarder dollar. Denne værdi forventedes dog at tidobles inden for de efterfølgende 3-5 år. I en rapport fra 2014 blev antallet af smarture i år 2018 anslået til at blive 68 millioner. 
Det mest udbredte styresystem til smarture er Google Android, der samtidig også er det mest udbredte styresystem til smartphones. Android fungerer både til runde og firkantede smarture og flere forskellige producenter af smarture anvender styresystemet.